# Stezka slezských povstalců
Stezka slezských povstalců, polsky Szlak Powstańców Śląskich, je dálková turistická trasa modře značená turistická trasa v Polsku v Slezském vojvodství a Opolském vojvodství. Má délku 192 km a je značena modrými turistickými značkami.

## Popis
Trasa prochází místy, kde bojovali slezští povstalci v letech 1919–1921. Projekt trasy zpracoval kněz Jerzy Pawlik v letech 1968–1971 u příležitosti šedesátého výročí třetího hornoslezského povstání.

## Průběh trasy
- Bytom
- Piekary Śląskie
- Radzionków
- Tarnowskie Góry
- Wilkowice
- Zbrosławice
- Kamieniec
- Boniowice
- Karchowice
- Jaśkowice
- Łubie
- Pniów
- Pisarzowice
- Toszek
- Płużniczka
- Dąbrówka
- Centawa
- Jemielnica
- Strzelce Opolskie
- Góra Świętej Anny
- Kandřín-Kozlí
- Kotlarnia
- Łącza
- Sierakowice
- Rachowice
- Kozłów
- Gliwice